# Институт экспериментальной медицины АН Чехии
Институт экспериментальной медицины Академии наук Чехии является ведущим учреждением в Чешской Республике для биомедицинских исследований, в частности, в клеточной биологии и патологии, нейробиологии, нейрофизиологии, невропатологии, токсикологии развития и тератологии, молекулярной эпидемиологии, молекулярной фармакологии, онкологии, эмбриологии, стволовых клеток и регенерации нервной ткани.
Является членом сети европейских институтов нейробиологии (Network of European Neuroscience Institutes).

## История
Был основан в 1975 году как институт Чехословацкой академии наук путем слияния четырёх научных лабораторий, существовавших при кафедрах медицинских факультетов Карлова университета в Праге.